# Tradição Umbu

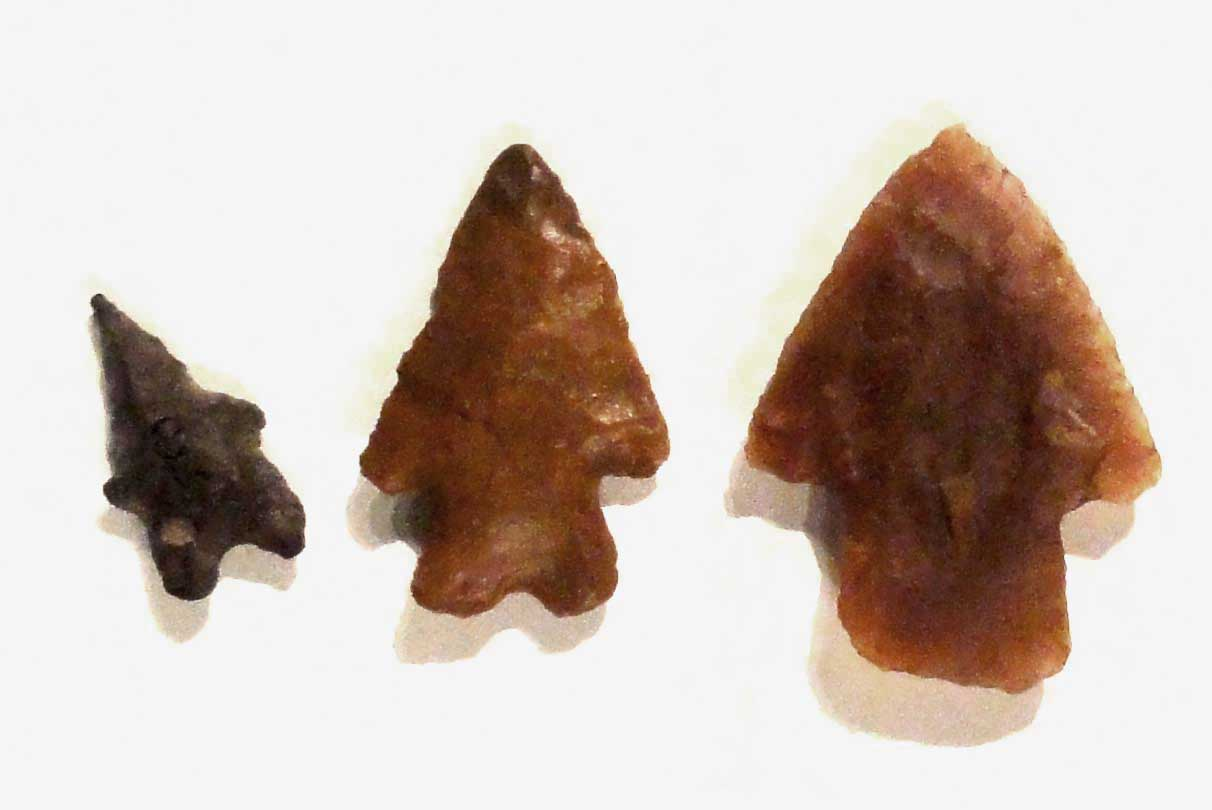
Pontas de flecha em pedra lascada.

Tradição Umbu é a cultura material do primeiro grupo de povos indígenas possuidores de indústria lítica que habitaram a Região Sul do Brasil e áreas adjacentes em São Paulo, na Argentina e no Uruguai, ocupando-as há cerca de 12 ou 13 mil anos. Sua caracterização foi definida em linhas gerais na década de 1970, principalmente através dos trabalhos de Eurico Theófilo Miller.
Os povos da tradição Umbu eram um conjunto de culturas distintas que compartilhavam uma mesma tradição tecnológica de trabalho com pedra. Inicialmente, ao que parece, esses povos se concentraram em regiões mais altas do pampa, onde fazem fronteira o Rio Grande do Sul, a Argentina e o Uruguai. Há 13 mil anos o mundo estava saindo de sua última glaciação, o clima era muito mais frio do que é hoje, mas começava a aquecer. A paisagem da região pampeira se caracterizava pelo predomínio de campos e savanas, e naqueles tempos era habitada por uma megafauna que já não existe, que contava com espécies tais como tatus e preguiças gigantes, gliptodontes, toxodontes, mastodontes e camelídeos.
Esses povos eram caçadores-coletores nômades que se alimentavam de animais, frutas e mel, e viviam em áreas abertas, construindo abrigos em topos de colinas, de onde poderiam controlar as redondezas, mas também procuravam áreas ribeirinhas e grutas naturais. Os sítios a céu aberto eram ocupações efêmeras, como acampamentos; já os rochosos parecem ter sido ocupados e desocupados em ciclos repetidos. Já foram encontrados dezenas de sítios arqueológicos com ricos vestígios destes povos, compostos tipicamente de pontas de flechas bifaciais, mas também de raspadores, furadores, percutores, talhadores, trituradores, buris, facas, pesos de redes, machados e picões em pedra lascada. As pedras usadas geralmente eram o sílex, a calcedônia, o quartzo, a ágata, o basalto e o arenito, com marcada preferência por materiais facilmente disponíveis no local.
Algumas lâminas, porém, são de pedra polida ou semi-polida, e outras exibem gumes serrilhados, produzidos com instrumentos feitos de osso. Também aparecem conchas, anzóis curvos, adornos de contas e dentes de tubarão, agulhas. Alguns sítios parecem ter servido principal ou exclusivamente como oficinas de produção de instrumentos.
Manejavam pigmentos e também foi-lhes atribuída a autoria das gravuras rupestres existentes em algumas grutas. O sítio Ouro Verde I, no Paraná, preserva cerca de 500 gravuras, em sua maioria figuras geométricas simples, como círculos, pontos enfileirados e grades.

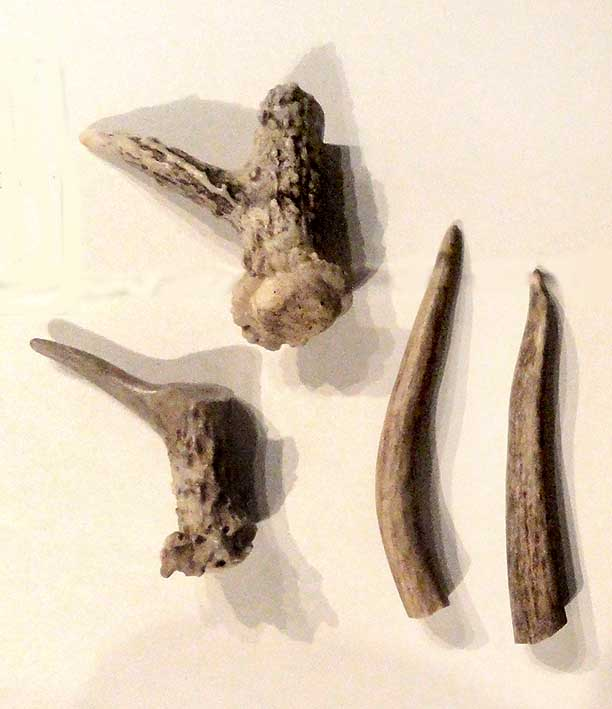
Percutores de osso para detalhamento do entalhe em pedra.

Sabiam fazer uso de boleadeiras, uma arma de arremesso para caça feita de tiras de couro trançado com pesos nas pontas que até hoje faz parte dos equipamentos dos vaqueiros sulinos, conhecidos no pampa como gaúchos. Sua habilidade na caça é comprovada pelos restos de grandes animais pré-históricos encontrados em seus assentamentos, mas não parecem ter sido especialistas, e sim oportunistas, também se alimentando de pequenas presas, como aves, roedores, moluscos e peixes, adaptando-se a contextos locais. Provavelmente também usavam o fogo na caçada, e provavelmente foram co-responsáveis, junto com mudanças climáticas, pela extinção da megafauna local por volta de 8000 a 4000 anos, provocando sensível alteração ambiental em toda a região. Com a supressão das grandes presas, sua dieta passou a se basear nas de pequeno porte, cujos ossos eram usados para fabricar adornos e instrumentos. Mas há poucos estudos sobre seus meios exatos de subsistência.
Ao longo de milênios preservaram uma cultura material notavelmente homogênea, penetrando em outros territórios, em direção às planícies litorâneas a leste e sul, onde chegaram há 5 mil anos, e deixaram sambaquis ampliados posteriormente por outros povos. Para o norte, entraram em Santa Catarina, no Paraná e chegaram a São Paulo. O avanço para o norte foi rápido, havendo no Paraná um sítio datado de aproximadamente 9 mil anos, mas é possível que o litoral tenha sido alcançado mesmo antes disso, em torno de há 11 mil anos. Como a linha costeira variou muito nos últimos milênios, é possível que os registros mais antigos estejam muitos metros abaixo no atual nível do mar. Descrevendo achados da ocupação do litoral do Rio Grande do Sul, dizem Ribeiro & Calippo:
"Seus assentamentos eram próximos às lagoas ou banhados, nos sítios erodidos sobre dunas, nos níveis inferiores dos aterros e provavelmente dos sambaquis .... Os locais das suas antigas moradias estão em áreas de relativamente pequenas dimensões, isto é, entre 10 m de diâmetro e 40 x 70 m. Isto significa pequenas populações, ou seja, grupos em torno de 20 a 30 indivíduos. Estas habitações são identificadas por instrumentos de pedra lascada, particularmente as pontas-de-projétil (pontas-de-flecha) .... os raspadores, facas, lascas preparadas, microlascas; pedra polida: bolas de boleadeira, pedras com depressão semiesférica polida ("quebra coco"), servindo, ainda, como batedor e moedor, lâminas de machado com entalhe(s) lateral(is) - não sabemos, ainda, se pertencem somente à tradição Vieira, conseqüente à Umbu ou a ambas - pingente piriforme e cilíndrico com a parte mais estreita alongada, em calcedônia esbranquiçada, pesos de rede, placas..." etc.
Junto com esse material lítico, foram achados adornos como colares e uma pletora de restos de animais e plantas usados pelos indígenas, como dentes, ossos, chifres, espinhos, madeira, cascas, escamas, conchas, sementes e muitos outros.

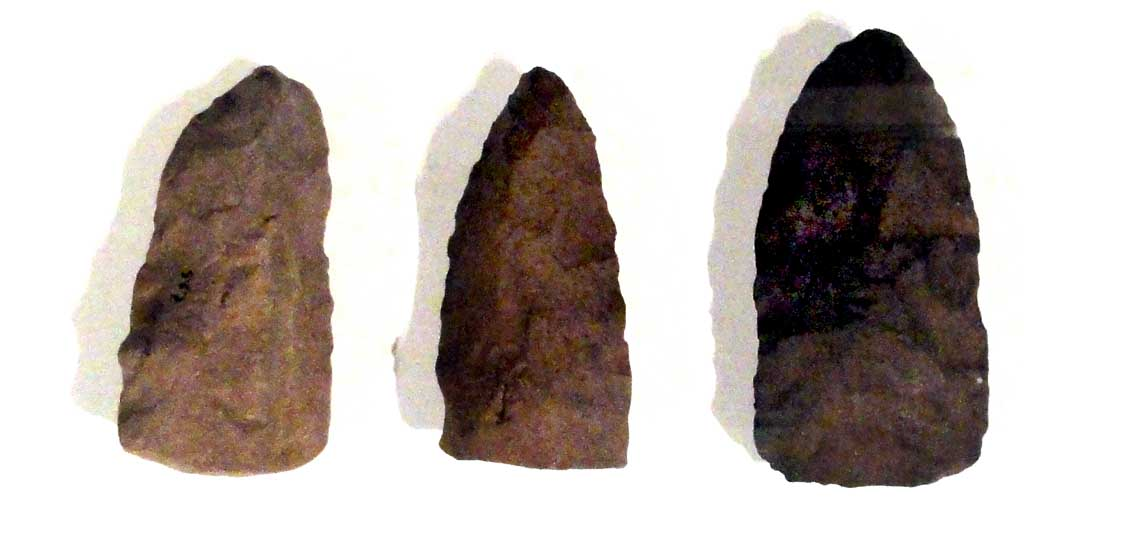
Instrumentos em pedra lascada.

A distinção entre a tradição Umbu e a tradição Humaitá, que surge mais tarde possuidora de uma indústria lítica mais variada, tipificada em geral pelas grandes lâminas bifaces e talhadores e pela ausência de pontas de projéteis, é difícil e controversa, havendo diferentes descrições de suas características e dos objetos que as integram. Outros aspectos, como seus hábitos e ocorrência geográfica, também são disputados. Sugere-se ainda que ambas as culturas possam ser variações adaptativas a contextos locais de uma mesma tradição. De qualquer maneira, ocupando uma região tão vasta durante tanto tempo, é natural esperar que surgissem variações culturais e tecnológicas entre os diferentes grupos.
Em torno de há 2500 anos a região ocupada pela tradição Umbu passou a sofrer uma invasão a partir do norte por povos da tradição Guarani, horticultores e ceramistas oriundos da Amazônia, que eram territorialistas e defendiam agressivamente seus domínios. Sua migração pode ter se devido a mudanças ambientais. Deve ter havido enfrentamentos violentos entre as diferentes culturas, e provavelmente essa competição deve ter determinado o declínio progressivo da tradição Umbu menos sofisticada, embora também devam ter surgido formas de contato pacífico e produtivo, como sugere a aparição e crescente frequência de achados cerâmicos em sítios Umbu a partir daquela data.
No Rio Grande do Sul os Guaranis só são atestados por volta do século V da presente era, e muitos de seus hábitos alimentares se confundem com os das tradições anteriores, o que pode indicar trocas culturais em ambas as vias. Outra evolução tardia foi a introdução da construção, em zonas alagadiças, de pequenos montes artificiais de terra, de forma oval ou circular, conhecidos como cerritos, onde se assentavam, e onde foram encontrados restos de fogueiras e enterramentos. Por outro lado, teoriza-se que os cerritos podem ser o resultado do assentamento, e não o seu alicerce premeditado. Nesta fase também podem ter aprendido técnicas de horticultura, e foram associados a estruturas subterrâneas semelhantes a trincheiras no planalto sul-brasileiro, onde foram encontrados vestígios cerâmicos e fogueiras, e cuja função é debatida; podem ter servido como habitações, armadilhas de caça ou para defesa. Esta evolução dará origem à tradição Vieira de ceramistas, à qual pertencem os índios Charruas, Guenoas e Minuanos.